# バリスタ (漫画)
『バリスタ』は、原作・原案：花形怜、漫画：むろなが供未による日本の漫画。2010年から2013年まで『週刊漫画TIMES』（芳文社）にて連載された。単行本は全10巻。

## ストーリー
蒼井香樹はローマのバールで働く日本人バリスタ。イタリアを縦断し、カッフェ（コーヒー）の腕と知識を磨いた香樹は、客のどんな注文にも笑顔で応えることが出来ると、現地で高い評価を得ていた。
ある日、香樹はイタリアに700以上あるとも言われるコーヒー豆焙煎所の最大手で、バールチェーンでもあるエリジオ・ソーラ社に呼ばれ、同社が日本にオープンさせた1号店のバリスタにならないかとヘッドハントされる。本場のカッフェを日本に広めるための伝道師として意気揚々と帰国した香樹だったが、1号店で待っていたのは見習いとしての扱いだった。

## 登場人物
蒼井香樹（あおい こうき）
天才的なバリスタ。同じくバリスタをしていた母の影響から、イタリア各地で修業を積み、腕を磨いた。
エリジオ・ソーラでは見習いの扱いを受ける。
山城紗代（やましろ さよ）
アメリカの大学でM.D.を修了後、日本の医師免許を取得するために勉強中。
高遠輝美（たかとお てるみ）
エリジオ・ソーラ日本1号店の店長。
前田貴宏（まえだ たかひろ）
エリジオ・ソーラ日本1号店のトップバリスタ。

## 単行本
- 原作・原案：花形怜、漫画：むろなが供未 『バリスタ』 芳文社〈芳文社コミックス〉、全10巻
  1. 第1巻 2010年03月31日発売 ISBN 978-4-8322-3196-2
  2. 第2巻 2010年07月15日発売 ISBN 978-4-8322-3209-9
  3. 第3巻 2010年11月16日発売 ISBN 978-4-8322-3224-2
  4. 第4巻 2011年03月16日発売 ISBN 978-4-8322-3237-2
  5. 第5巻 2011年07月16日発売 ISBN 978-4-8322-3256-3
  6. 第6巻 2011年11月16日発売 ISBN 978-4-8322-3272-3
  7. 第7巻 2012年04月16日発売 ISBN 978-4-8322-3291-4
  8. 第8巻 2012年11月15日発売 ISBN 978-4-8322-3330-0
  9. 第9巻 2013年05月16日発売 ISBN 978-4-8322-3352-2
  10. 第10巻 2013年11月16日発売 ISBN 978-4-8322-3379-9

単行本1巻の刊行時にはエクセルシオール カフェとのスペシャルコラボにより、単行本の帯に同店の割引券が付けられていた。